# Paweł Edelman
Pour les articles homonymes, voir Edelman.

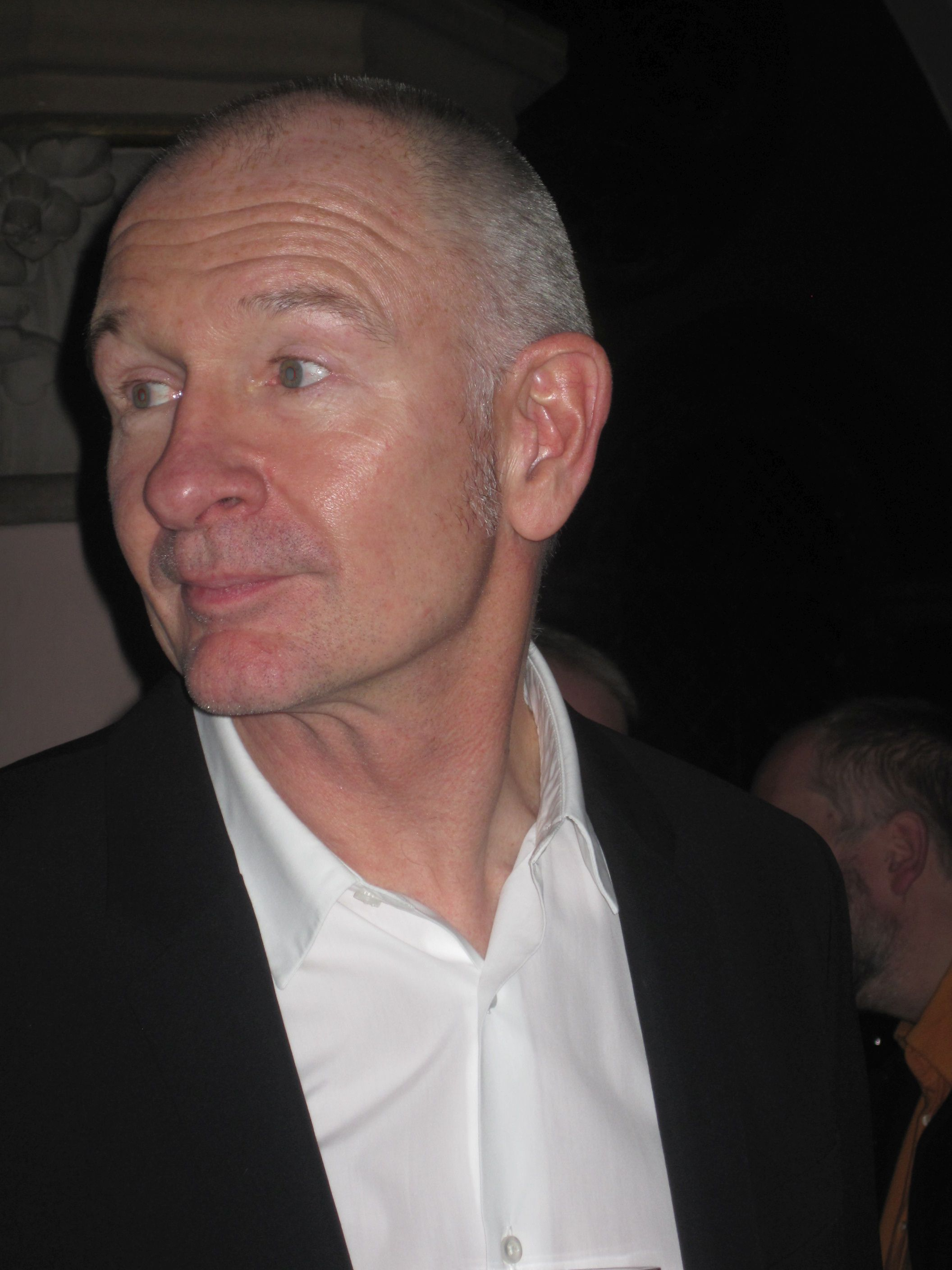
Paweł Edelman, 2014

Paweł Edelman est un chef opérateur polonais né à Łódź le 26 juin 1958. Il fut directeur de la photographie sur Le Pianiste de Roman Polanski. Ce film, qui lui a ouvert les portes d'Hollywood, lui a valu un European Award en 2002, un César et une nomination à l'Oscar de la meilleure photographie en 2003. En 2005, il reçoit une nomination au Prix de la meilleure photographie de l'American Society of Cinematographers pour son travail sur Ray de Taylor Hackford. La même année, Edelman retrouve Polanski pour son adaptation du roman de Charles Dickens : Oliver Twist.

## Filmographie sélective
- 1994 : Listopad de Lukasz Karwowski
- 1994 : Nastasja d'Andrzej Wajda
- 1995 : L'Aube à l'envers de Sophie Marceau
- 2000 : Pan Tadeusz - Quand Napoléon traversait le Niémen (Pan Tadeusz) d'Andrzej Wajda
- 2002 : Le Pianiste (The Pianist) de Roman Polanski
- 2004 : Ray de Taylor Hackford
- 2005 : Oliver Twist de Roman Polanski
- 2006 : Les Fous du roi de Steven Zaillian
- 2007 : Katyń d'Andrzej Wajda
- 2007 : La Vie devant ses yeux (The Life Before Her Eyes) de Vadim Perelman
- 2009 : New York, I Love You - segment Brett Ratner de Brett Ratner
- 2010 : The Ghost Writer de Roman Polanski
- 2011 : Carnage de Roman Polanski
- 2013 : La Vénus à la fourrure de Roman Polanski
- 2013 : L'Homme du peuple d'Andrzej Wajda
- 2018 : Intrigo : Mort d'un auteur (Intrigo: Death of an Author) de Daniel Alfredson
- 2019 : Intrigo : chère Agnès  (Intrigo: Dear Agnes) de Daniel Alfredson
- 2019 : Intrigo: Samaria de Daniel Alfredson
- 2019 : J'accuse de Roman Polanski
- 2023 : The Palace de Roman Polanski
- 2023 : Lee Miller d'Ellen Kuras

## Distinctions

### Récompenses
- 1997 : Grenouille de bronze au Camerimage pour Kroniki domowe[1]
- 2000 : Meilleur directeur de la photographie aux Prix du film polonais pour Pan Tadeusz - Quand Napoléon traversait le Niémen
- 2002 : European Film Award du meilleur directeur de la photographie pour Le Pianiste
- 2003 : César de la meilleure photographie pour Le Pianiste
- 2003 : Meilleur directeur de la photographie aux Prix du film polonais pour Le Pianiste
- 2005 : Directeur de la photographie de l'année au Hollywood Film Festival
- 2008 : Meilleur directeur de la photographie aux Prix du film polonais pour Katyń

### Nominations
- 1997 : Grenouille d'or au Camerimage pour Kroniki domowe
- 2003 : Oscar de la meilleure photographie pour Le Pianiste
- 2003 : BAFTA de la meilleure photographie pour Le Pianiste
- César 2020 : César de la meilleure photographie pour J'accuse